# Temple de la renommée du hockey britannique
Pour les articles homonymes, voir Temple de la renommée.
Le Temple de la renommée du hockey britannique est fondé en 1948 et est le troisième plus ancien temple du hockey au monde après le temple russe (fondé également en 1948) et le International Hockey Hall of Fame (fondé en 1943). Le temple honore les individus ayant contribué au hockey sur glace en Grande-Bretagne, en présentant des souvenirs d'anciens joueurs, entraineurs et arbitres.

## Histoire
Le temple voit le jour en 1948 sous l'impulsion de Rene Francis Galbraith « Bob » Giddens, fondateur de la revue hebdomadaire Ice Hockey World. Dix ans plus tard, il disparait suivant la fin de la publication de la revue. En 1986, Il est réinstitué par la British Ice Hockey Writer's Association, devenu Ice Hockey Journalists UK (IHJUK) en 2006. Depuis 2018, le temple est sous la tutelle d' Ice Hockey UK. Chaque année, Un sous-comité de la fédération se rencontre pour décider d'une liste des lauréats possibles. Pour cela, les candidats doivent avoir rendu des « services exceptionnels au hockey sur glace britannique ». 
Lors de la promotion de 1993, tous les joueurs de l'équipe de Grande-Bretagne championne olympique en 1936 n'ayant pas encore été honorés par le temple sont intronisés en masse.
Six membres du Temple britannique ont également été intronisés au Temple de la renommée de l'IIHF : John Francis Ahearne en 1997, Carl Erhardt en 1998, Petter Patton et Pat Marsh en 2002, Tony Hand en 2017 et Jimmy Foster en 2023. Ahearne est également membre du Temple de la renommée du hockey depuis 1977.

## Liste des membres
| Année | Nom                                      | Nationalité         |
| ----- | ---------------------------------------- | ------------------- |
| 1948  | Keith Campbell (en)                      | Canada              |
| 1948  | Gordie Poirier (en)                      | Canada              |
| 1949  | Bobby Lee (en)                           | Canada              |
| 1950  | Lou Bates (en)                           | Canada              |
| 1950  | Joe Beaton (en)                          | Canada              |
| 1950  | Carl Erhardt                             | Royaume-Uni         |
| 1950  | James Foster                             | Royaume-Uni         |
| 1950  | Doc Kellough (en)                        | Canada              |
| 1950  | B.N. Sexton (en)                         | Canada              |
| 1950  | Peter Patton (en)                        | Royaume-Uni         |
| 1951  | Bill Glennie (en)                        | Canada              |
| 1951  | Gib Hutchinson (en)                      | Canada              |
| 1951  | Tommy Lauder (en)                        | Royaume-Uni         |
| 1951  | Floyd Snider (en)                        | Canada              |
| 1951  | Victor Zamick (en)                       | Canada              |
| 1955  | Walter Monson                            | Canada              |
| 1955  | Bert Peer (en)                           | Canada              |
| 1955  | Clarence Rost (en)                       | Canada              |
| 1956  | George McNeil (en)                       | Canada              |
| 1986  | John Francis Ahearne                     | Royaume-Uni         |
| 1986  | Bobby Giddens (en)                       | Canada              |
| 1986  | Roy Halpin (en)                          | Canada              |
| 1986  | Harvey Stapleford (en)                   | Canada              |
| 1986  | Sam Stevenson (en)                       | Royaume-Uni         |
| 1987  | Thomas Imrie (en)                        | Royaume-Uni         |
| 1987  | Ernie Leacock (en)                       | Royaume-Uni         |
| 1987  | Terry Matthews (en)                      | Royaume-Uni         |
| 1987  | Derek Reilly (en)                        | Royaume-Uni         |
| 1987  | Les Strongman (en)                       | Canada              |
| 1988  | Johnny Carlyle (en)                      | Royaume-Uni         |
| 1988  | Pat Marsh (en)                           | Royaume-Uni         |
| 1988  | Percy Nicklin (en)                       | Canada              |
| 1988  | J.J. Smith (en)                          | Royaume-Uni         |
| 1988  | Alan Weeks (en)                          | Royaume-Uni         |
| 1989  | George Beach (en)                        | Canada              |
| 1989  | Bill Booth (en)                          | Canada              |
| 1989  | Art Hodgins (en)                         | Canada              |
| 1989  | Peter Johnson (en)                       | Royaume-Uni         |
| 1989  | Alfie Miller (en)                        | Royaume-Uni         |
| 1990  | Alastair Brennan (en)                    | Royaume-Uni         |
| 1990  | Arthur Elvin (en)                        | Royaume-Uni         |
| 1990  | Willie Kerr (en)                         | Royaume-Uni         |
| 1991  | Jack Dryburgh (en)                       | Royaume-Uni         |
| 1991  | Glynne Thomas (en)                       | Royaume-Uni         |
| 1992  | Frank Deampster (en)                     | Royaume-Uni         |
| 1992  | Alec Goldstone (en)                      | Royaume-Uni         |
| 1992  | Lawrie Lovell (en)                       | Royaume-Uni         |
| 1993  | Alex Archer                              | Royaume-Uni         |
| 1993  | Jimmy Borland                            | Royaume-Uni         |
| 1993  | Edgar Brenchley                          | Royaume-Uni         |
| 1993  | Jimmy Chappell                           | Royaume-Uni         |
| 1993  | Arthur Child                             | Royaume-Uni         |
| 1993  | Willie Clark (en)                        | Royaume-Uni         |
| 1993  | John Coward                              | Royaume-Uni         |
| 1993  | Gordon Dailley                           | Canada/ Royaume-Uni |
| 1993  | Jack Kilpatrick                          | Royaume-Uni         |
| 1993  | Nico Toeman (en)                         | Pays-Bas            |
| 1993  | Ian Wight (en)                           | Royaume-Uni         |
| 1993  | Robert Wyman                             | Royaume-Uni         |
| 1994  | Mick Curry (en)                          | Royaume-Uni         |
| 1994  | Jack Wharry (en)                         | Royaume-Uni         |
| 1995  | Alex Dampier (en)                        | Canada/ Royaume-Uni |
| 1995  | Benny Lee (en)                           | Royaume-Uni         |
| 1996  | Johnny Murray                            | Royaume-Uni         |
| 1997  | John Lawless (en)                        | Canada/ Royaume-Uni |
| 1998  | Earl Carlson (en)                        | Canada              |
| 1999  | Les Anning (en)                          | Canada              |
| 1999  | Shannon Hope (en)                        | Canada/ Royaume-Uni |
| 1999  | Gordon Latto (en)                        | Royaume-Uni         |
| 1999  | Roy Sheperd (en)                         | Royaume-Uni         |
| 2000  | Vic Batchelder (en)                      | Royaume-Uni         |
| 2000  | Gary Stefan (en)                         | Canada/ Royaume-Uni |
| 2001  | Jim Lynch                                | Canada/ Royaume-Uni |
| 2002  | Ian Cooper (en)                          | Royaume-Uni         |
| 2002  | Norman de Mesquita (en)                  | Royaume-Uni         |
| 2002  | Chris Kelland (en)                       | Canada/ Royaume-Uni |
| 2003  | Stephen Cooper (en)                      | Royaume-Uni         |
| 2003  | Frederick Meredith (en)                  | Canada              |
| 2004  | Mike Blaisdell                           | Canada/ Royaume-Uni |
| 2004  | Rick Brebant (en)                        | Canada/ Royaume-Uni |
| 2004  | Billy Brennan (en)                       | Royaume-Uni         |
| 2004  | Charlie Knott (en)                       | Royaume-Uni         |
| 2005  | Kevin Conway (en)                        | Royaume-Uni         |
| 2005  | Keith Kewley (en)                        | Canada              |
| 2005  | Annette Petrie (en) et Allan Petrie (en) | Royaume-Uni         |
| 2005  | Tom Syme (en)                            | Royaume-Uni         |
| 2006  | Paul Adey                                | Canada/ Royaume-Uni |
| 2006  | Jimmy Spence (en)                        | Royaume-Uni         |
| 2006  | James Syme (en)                          | Royaume-Uni         |
| 2006  | Ken Swinburne (en)                       | Royaume-Uni         |
| 2007  | Phil Drackett (en)                       | Royaume-Uni         |
| 2007  | Marshall Key (en)                        | Royaume-Uni         |
| 2007  | Scott Neil (en)                          | Royaume-Uni         |
| 2007  | Mike Urquhart (en)                       | Canada/ Royaume-Uni |
| 2008  | Joanne Collins (en)                      | Royaume-Uni         |
| 2008  | Jackson McBride (en)                     | Royaume-Uni         |
| 2008  | Johnny Oxley (en)                        | Royaume-Uni         |
| 2009  | Ian Forbes (en)                          | Royaume-Uni         |
| 2009  | Mike O'Brien (en)                        | Royaume-Uni         |
| 2009  | Glen Reilly (en)                         | Royaume-Uni         |
| 2009  | Hilton Ruggles                           | Canada/ Royaume-Uni |
| 2010  | Tim Cranston                             | Canada/ Royaume-Uni |
| 2010  | Ron Shudra (en)                          | Canada/ Royaume-Uni |
| 2010  | Bill Sneddon (en)                        | Royaume-Uni         |
| 2010  | William Wylie (en)                       | Royaume-Uni         |
| 2011  | Les Lovell (en)                          | Royaume-Uni         |
| 2011  | Neal Martin (en)                         | Canada              |
| 2011  | Robert Stevenson (en)                    | Royaume-Uni         |
| 2011  | Rob Wilson                               | Canada/ Royaume-Uni |
| 2012  | Joe McIntosh (en)                        | Royaume-Uni         |
| 2012  | Rob Stewart (en)                         | Canada/ Royaume-Uni |
| 2013  | Moray Hanson (en)                        | Royaume-Uni         |
| 2013  | Stewart Roberts (en)                     | Royaume-Uni         |
| 2013  | Dave Whistle (en)                        | Canada/ Royaume-Uni |
| 2016  | Tony Hand                                | Royaume-Uni         |
| 2016  | Steve Moria                              | Canada/ Royaume-Uni |
| 2018  | Charles Huddlestone (en)                 | Royaume-Uni         |
| 2018  | Stevie Lyle (en)                         | Royaume-Uni         |
| 2019  | David Clarke                             | Royaume-Uni         |
| 2019  | Hep Tindale (en)                         | Royaume-Uni         |
| 2020  | Colin Shields                            | Royaume-Uni         |
| 2020  | Gordon Wade (en)                         | Royaume-Uni         |
| 2022  | Ernie Domenico (en)                      | Canada/ Italie      |
| 2022  | Martin C. Harris (en)                    | Royaume-Uni         |
| 2022  | David Longstaff (en)                     | Royaume-Uni         |